# St. Petri (Uelzen)

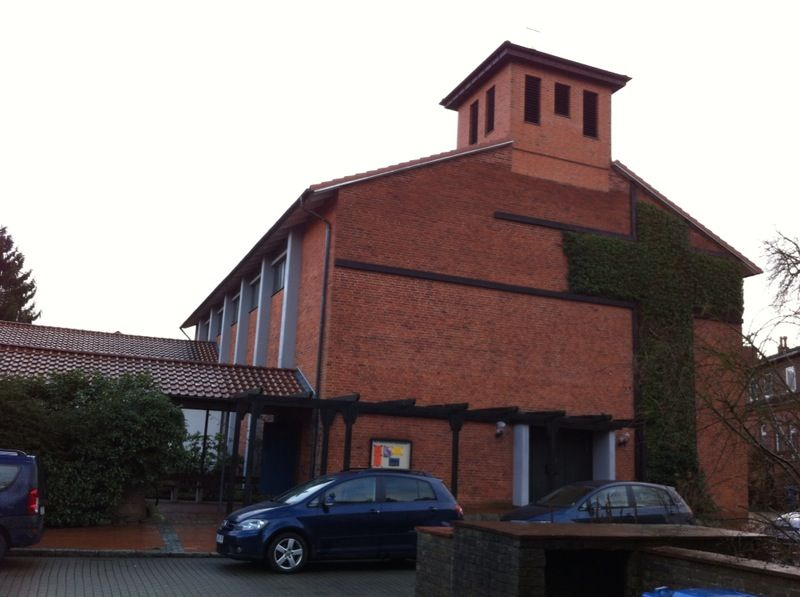

Die St.-Petri-Kirche ist eine evangelisch-lutherische Kirche mit benachbartem Gemeindezentrum in Uelzen in der Osterstraße. Das Gebiet der Gemeinde umfasst den östlichen Teil des von der Ilmenau und der Niendorfer Straße gelegenen Stadtteils einschließlich des Neubaugebiets Eschenkamp und hat ca. 4.800 Gemeindemitglieder.

## Die Kirche
Die Kirche wurde am 2. Oktober 1960 eingeweiht. Die Hauptfassade prägt ein Kreuz aus Efeu, begrenzt von einem Relief aus dicken Holzbalken. Diese Idee stammt von dem Uelzener Künstler Georg Lipinsky. Im Jahr 2010 wurde das Kirchendach mit einer Solaranlage ausgestattet, deren Strom vollständig ins öffentliche Netz eingespeist wird.
Die älteste Glocke Uelzens hängt im Glockenträger, der 2005 neu als Dachreiter errichtet wurde. Ursprünglich wurde sie 1605 für die Kirche in Miswalde (Ostpreußen, heute Myślice, Powiat Morąski) gegossen und kam auf Umwegen 1961 nach Uelzen in die St.-Petri-Kirche.
Der Weg in die Kirche ist barrierefrei angelegt. Im Inneren ist ein Sgraffito des Kunstmalers Karl Varnecke mit der Darstellung eines göttlichen Wunders – Petri Fischzug nach (Lk 5,1-11 ) – der beherrschende Blickfang an der Altarwand. Die von dem Bremer Künstler Heinz Lilienthal gestaltete Farbverglasung im Fenster der Taufnische zeigt die Trinität Gottes: Schöpfung, Erlösung, Heiligung.
Die Hillebrand-Orgel mit zwei Manualen und Pedal verfügt über 23 Register und 1.618 Pfeifen.

## Die Gemeinde
Am 1. April 1958 entstand die St.-Petri-Gemeinde.
Bis einschließlich 2023 gehörten der Gemeinde mehrere Pastorinnen und Pastoren an, seit Ende 2023, nach dem Pensionseintritt des Pastoren Armin Sauer, wurden die Pastoren stellen auf eine ganze Stelle gekürzt, die derzeit Pastor Christoph Scharff-Lipinsky innehat.
Ein ehemaliger Pastor der Gemeinde ist unter anderem der später Landessuperintendent von Ostfriesland Detlef Klar.
Der Kirchenvorstand besteht aus 8 gewählten Mitgliedern, sowie Pastor Christoph Scharff-Lipinsky. Die gewählten Mitglieder sind Johanna Dürrauer, Markus Dürrauer, Nils Feuchter, Ingo Harms, Katharina Lipinsky, Inis Nick-Hasenkamp, Imke Plaggemeyer und Anne Witkowski (stellv. Vorsitzende).

### Gemeindearbeit
Es gibt zahlreiche Gemeindekreise und -gruppen, so z. B. Chorarbeit oder Hilfen für bedürftige Bürger. Die Gemeinde bietet Konfirmandenunterricht als KU4/8-Modell (beginnend mit dem 4. Schuljahr) an. Viel Wert legt die Gemeinde auf ein offenes Gemeindehaus für Menschen, die „mühselig und beladen“ sind. Die Gemeinde nutzte die Gertrudenkapelle am Ratsteich bis zu deren Renovierung für Andachten, Taufen und Trauungen.
Überregionale Aufmerksamkeit wurde der Kirche im Zusammenhang mit den Missbrauchsvorwürfen gegen Marco Weiss zuteil, für dessen Rückkehr aus der Türkei die Bürger des ganzen Ortes in der Kirche gebetet haben.
Die Kinderarbeit in der Mutter-Kind-Gruppe und im Kinder- und Jugendchor, sowie der Jugendgruppe erfreut sich großer Beliebtheit.

### Gottesdienste
Gottesdienste finden am Sonntag um 10:00 Uhr in der St.-Petri-Kirche, am Abend des letzten Sonntags im Monat im Gemeindehaus statt.
Sie werden oft in besonderer Gestaltung und Form angeboten. Die Gertrudenkapelle am Ratsteich wurde vor ihrer Renovierung für Andachten, Taufen und Trauungen benutzt.

### Kirchenmusik
Katharina Lipinsky leitet den Jugendchor und die Kinderchöre. Des Weiteren begleitet sie den Großteil der Gottesdienste auf der Orgel sowie anderweitig musikalisch.
Neben den Kinder- und Jugendchören gibt es einen Chor für Erwachsene.

## Kindergottesdienste
Kindergottesdienste finden außerhalb der Schulferien ca. 1× im Monat samstags um 10:30 Uhr in der St.-Petri-Kirche statt.

## Orgel
Es handelt sich um eine Hillebrand-Orgel mit 23 Registern und 1.618 Pfeifen, verteilt auf zwei Manuale und das Pedal, gebaut von Gebrüder Hillebrand Orgelbau.